# Conférence de rédaction
Une conférence de rédaction est un élément important du travail nécessaire pour la rédaction d'un journal. C'est une réunion de travail au cours de laquelle les journalistes d'un média se rassemblent pour parler et décider du traitement qu'ils vont apporter à l'actualité.

## Description
Une conférence de rédaction est une réunion tenue régulièrement par le directeur d’une rédaction afin de discuter et de choisir – avec les chefs de services, les chefs de rubrique, les journalistes et rédacteurs – les contenus qui seront publiés dans la prochaine publication du support (journal papier, télévisé ou radiophonique, magazine, newsletter, site Internet). 
L’objectif est de sélectionner les sujets, d'en déterminer le traitement (angle sous lequel le sujet va être aborder, format, support, etc.) et la date de livraison de l'article. La production des contenus sélectionnés est répartie entre les participants. 

## Fréquence et durée
La fréquence des conférences de rédaction varie en fonction du rythme de publication du support, qui peut être quotidien, hebdomadaire, mensuel, semestriel ou annuel.
Limitée dans le temps, elle ne dure généralement pas plus de 45 minutes, éventuellement jusque une heure mais pas plus, les journalistes partant ainsi rapidement sur le terrain. De nombreuses conférences de rédaction, en particulier celles du matin pour les quotidiens, sont organisées avec les participants restant debout, cette position étant le meilleur moyen de s'assurer que les réunions restent courtes, les participants ne s'asseyant que pour les réunions durant lesquelles ils ont le temps de discuter.